# Mistrzostwa Świata w Piłce Siatkowej Kobiet 1998
Mistrzostwa Świata w Piłce Siatkowej Kobiet 1998 rozgrywano je w Japonii.

## Drużyny uczestniczące
| Grupa A                   | Grupa B                                | Grupa C                            | Grupa D                                    |
| ------------------------- | -------------------------------------- | ---------------------------------- | ------------------------------------------ |
| Niemcy Kenia Japonia Peru | Włochy Bułgaria Kuba Stany Zjednoczone | Brazylia Dominikana Holandia Rosja | Chiny Chorwacja Tajlandia Korea Południowa |

## Pierwsza faza grupowa

### Grupa A
Tokio
Wyniki
| Data | Drużyna 1 | Wynik | Drużyna 2 | 1    | 2     | 3     | 4     | 5     | * |
| ---- | --------- | ----- | --------- | ---- | ----- | ----- | ----- | ----- | - |
| 3.11 | Holandia  | 3:0   | Kenia     | 15:7 | 15:1  | 15:6  |       |       |   |
| 3.11 | Japonia   | 3:0   | Peru      | 15:8 | 15:6  | 15:3  |       |       |   |
| 4.11 | Holandia  | 3:0   | Peru      | 15:3 | 15:6  | 16:14 |       |       |   |
| 4.11 | Japonia   | 3:0   | Kenia     | 15:5 | 15:4  | 15:2  |       |       |   |
| 5.11 | Peru      | 3:2   | Kenia     | 15:9 | 13:15 | 6:15  | 15:10 | 15:13 |   |
| 5.11 | Japonia   | 3:0   | Holandia  | 15:9 | 15:12 | 15:6  |       |       |   |

Tabela
| Lp. | Drużyna  | Pkt | Mecze | Mecze | Mecze | Sety | Sety | Sety  |
| Lp. | Drużyna  | Pkt | M     | W     | P     | wyg. | prz. | ratio |
| --- | -------- | --- | ----- | ----- | ----- | ---- | ---- | ----- |
| 1   | Japonia  | 6   | 3     | 3     | 0     | 9    | 0    | MAX   |
| 2   | Holandia | 5   | 3     | 2     | 1     | 6    | 3    | 2.000 |
| 3   | Peru     | 4   | 3     | 1     | 2     | 3    | 8    | 0.375 |
| 4   | Kenia    | 3   | 3     | 0     | 3     | 2    | 9    | 0.222 |

### Grupa B
Tokuyama
Wyniki
| Data | Drużyna 1 | Wynik | Drużyna 2         | 1     | 2     | 3     | 4    | 5 | * |
| ---- | --------- | ----- | ----------------- | ----- | ----- | ----- | ---- | - | - |
| 3.11 | Włochy    | 3:0   | Bułgaria          | 15:12 | 15:10 | 15:6  |      |   |   |
| 3.11 | Kuba      | 3:0   | Stany Zjednoczone | 15:7  | 15:8  | 15:10 |      |   |   |
| 4.11 | Włochy    | 3:0   | Stany Zjednoczone | 15:7  | 15:4  | 15:3  |      |   |   |
| 4.11 | Kuba      | 3:1   | Bułgaria          | 13:15 | 15:6  | 15:8  | 15:8 |   |   |
| 5.11 | Kuba      | 3:0   | Włochy            | 15:7  | 15:9  | 15:11 |      |   |   |
| 5.11 | Bułgaria  | 3:0   | Stany Zjednoczone | 15:3  | 15:7  | 15:13 |      |   |   |

Tabela
| Lp. | Drużyna           | Pkt | Mecze | Mecze | Mecze | Sety | Sety | Sety  |
| Lp. | Drużyna           | Pkt | M     | W     | P     | wyg. | prz. | ratio |
| --- | ----------------- | --- | ----- | ----- | ----- | ---- | ---- | ----- |
| 1   | Kuba              | 6   | 3     | 3     | 0     | 9    | 1    | 9.000 |
| 2   | Włochy            | 5   | 3     | 2     | 1     | 6    | 3    | 2.000 |
| 3   | Bułgaria          | 4   | 3     | 1     | 2     | 4    | 6    | 0.667 |
| 4   | Stany Zjednoczone | 3   | 3     | 0     | 3     | 0    | 9    | 0.000 |

### Grupa C
Matsumoto
Wyniki
| Data | Drużyna 1  | Wynik | Drużyna 2  | 1    | 2     | 3     | 4    | 5     | * |
| ---- | ---------- | ----- | ---------- | ---- | ----- | ----- | ---- | ----- | - |
| 3.11 | Dominikana | 3:2   | Niemcy     | 1:15 | 15:11 | 15:6  | 7:15 | 17:15 |   |
| 3.11 | Rosja      | 3:0   | Brazylia   | 15:7 | 15:6  | 15:11 |      |       |   |
| 4.11 | Brazylia   | 3:0   | Dominikana | 15:1 | 15:4  | 15:4  |      |       |   |
| 4.11 | Rosja      | 3:0   | Niemcy     | 15:8 | 15:4  | 15:6  |      |       |   |
| 5.11 | Rosja      | 3:0   | Dominikana | 15:3 | 15:8  | 15:1  |      |       |   |
| 5.11 | Brazylia   | 3:0   | Niemcy     | 15:1 | 15:4  | 15:3  |      |       |   |

Tabela
| Lp. | Drużyna    | Pkt | Mecze | Mecze | Mecze | Sety | Sety | Sety  |
| Lp. | Drużyna    | Pkt | M     | W     | P     | wyg. | prz. | ratio |
| --- | ---------- | --- | ----- | ----- | ----- | ---- | ---- | ----- |
| 1   | Rosja      | 6   | 3     | 3     | 0     | 9    | 0    | MAX   |
| 2   | Brazylia   | 5   | 3     | 2     | 1     | 6    | 3    | 2.000 |
| 3   | Dominikana | 4   | 3     | 1     | 2     | 3    | 8    | 0.375 |
| 4   | Niemcy     | 3   | 3     | 0     | 3     | 2    | 9    | 0.222 |

### Grupa D
Kagoshima
Wyniki
| Data | Drużyna 1        | Wynik | Drużyna 2 | 1     | 2     | 3     | 4     | 5     | * |
| ---- | ---------------- | ----- | --------- | ----- | ----- | ----- | ----- | ----- | - |
| 3.11 | Korea Południowa | 3:2   | Chorwacja | 15:12 | 9:15  | 15:12 | 7:15  | 15:11 |   |
| 3.11 | Chiny            | 3:0   | Tajlandia | 15:9  | 15:2  | 15:5  |       |       |   |
| 4.11 | Chiny            | 3:2   | Chorwacja | 9:15  | 15:5  | 15:4  | 12:15 | 15:11 |   |
| 4.11 | Korea Południowa | 3:0   | Tajlandia | 15:0  | 15:11 | 15:10 |       |       |   |
| 5.11 | Chorwacja        | 3:0   | Tajlandia | 15:9  | 15:13 | 15:10 |       |       |   |
| 5.11 | Korea Południowa | 3:2   | Chiny     | 15:13 | 17:15 | 6:15  | 10:15 | 15:9  |   |

Tabela
| Lp. | Drużyna          | Pkt | Mecze | Mecze | Mecze | Sety | Sety | Sety  |
| Lp. | Drużyna          | Pkt | M     | W     | P     | wyg. | prz. | ratio |
| --- | ---------------- | --- | ----- | ----- | ----- | ---- | ---- | ----- |
| 1   | Korea Południowa | 6   | 3     | 3     | 0     | 9    | 4    | 2.250 |
| 2   | Chiny            | 5   | 3     | 2     | 1     | 8    | 5    | 1.600 |
| 3   | Chorwacja        | 4   | 3     | 1     | 2     | 7    | 6    | 1.167 |
| 4   | Tajlandia        | 3   | 3     | 0     | 3     | 0    | 9    | 0.000 |

## Druga faza grupowa

### Grupa E
Nagoya
Wyniki
| Data | Drużyna 1 | Wynik | Drużyna 2  | 1     | 2     | 3     | 4    | 5     | * |
| ---- | --------- | ----- | ---------- | ----- | ----- | ----- | ---- | ----- | - |
| 7.11 | Peru      | 3:2   | Dominikana | 9:15  | 15:12 | 15:13 | 8:15 | 15:11 |   |
| 7.11 | Brazylia  | 3:0   | Holandia   | 15:5  | 15:7  | 15:3  |      |       |   |
| 7.11 | Rosja     | 3:1   | Japonia    | 15:17 | 15:7  | 15:5  | 15:8 |       |   |
| 8.11 | Holandia  | 3:0   | Dominikana | 15:8  | 15:3  | 15:7  |      |       |   |
| 8.11 | Rosja     | 3:0   | Peru       | 15:2  | 15:9  | 15:6  |      |       |   |
| 8.11 | Brazylia  | 3:0   | Japonia    | 15:10 | 15:4  | 15:7  |      |       |   |
| 9.11 | Rosja     | 3:0   | Holandia   | 15:9  | 15:5  | 15:2  |      |       |   |
| 9.11 | Brazylia  | 3:0   | Peru       | 15:5  | 15:5  | 15:7  |      |       |   |
| 9.11 | Japonia   | 3:0   | Dominikana | 15:1  | 15:13 | 15:0  |      |       |   |

Tabela
| Lp. | Drużyna    | Pkt | Mecze | Mecze | Mecze | Sety | Sety | Sety   |
| Lp. | Drużyna    | Pkt | M     | W     | P     | wyg. | prz. | ratio  |
| --- | ---------- | --- | ----- | ----- | ----- | ---- | ---- | ------ |
| 1   | Rosja      | 10  | 5     | 5     | 0     | 15   | 1    | 15.000 |
| 2   | Brazylia   | 9   | 5     | 4     | 1     | 12   | 3    | 4.000  |
| 3   | Japonia    | 8   | 5     | 3     | 2     | 10   | 6    | 1.667  |
| 4   | Holandia   | 7   | 5     | 2     | 3     | 6    | 9    | 0.667  |
| 5   | Peru       | 6   | 5     | 1     | 4     | 3    | 14   | 0.214  |
| 6   | Dominikana | 5   | 5     | 0     | 5     | 2    | 15   | 0.133  |

### Grupa F
Fukuoka
Wyniki
| Data | Drużyna 1 | Wynik | Drużyna 2        | 1     | 2     | 3     | 4     | 5     | * |
| ---- | --------- | ----- | ---------------- | ----- | ----- | ----- | ----- | ----- | - |
| 7.11 | Chiny     | 3:0   | Włochy           | 15:3  | 15:8  | 15:5  |       |       |   |
| 7.11 | Kuba      | 3:0   | Korea Południowa | 15:8  | 15:2  | 15:5  |       |       |   |
| 7.11 | Chorwacja | 3:1   | Bułgaria         | 15:9  | 16:14 | 11:15 | 17:15 |       |   |
| 8.11 | Kuba      | 3:0   | Chiny            | 15:6  | 15:8  | 15:11 |       |       |   |
| 8.11 | Chorwacja | 3:2   | Włochy           | 10:15 | 15:13 | 8:15  | 15:12 | 15:12 |   |
| 8.11 | Bułgaria  | 3:1   | Korea Południowa | 15:5  | 12:15 | 15:6  | 15:12 |       |   |
| 9.11 | Kuba      | 3:0   | Chorwacja        | 15:11 | 16:14 | 15:6  |       |       |   |
| 9.11 | Chiny     | 3:0   | Bułgaria         | 15:12 | 15:8  | 15:2  |       |       |   |
| 9.11 | Włochy    | 3:0   | Korea Południowa | 16:14 | 16:14 | 15:8  |       |       |   |

Tabela
| Lp. | Drużyna          | Pkt | Mecze | Mecze | Mecze | Sety | Sety | Sety   |
| Lp. | Drużyna          | Pkt | M     | W     | P     | wyg. | prz. | ratio  |
| --- | ---------------- | --- | ----- | ----- | ----- | ---- | ---- | ------ |
| 1   | Kuba             | 10  | 5     | 5     | 0     | 15   | 1    | 15.000 |
| 2   | Chiny            | 8   | 5     | 3     | 2     | 11   | 8    | 1.375  |
| 3   | Włochy           | 7   | 5     | 2     | 3     | 8    | 9    | 0.889  |
| 4   | Chorwacja        | 7   | 5     | 2     | 3     | 10   | 12   | 0.833  |
| 5   | Korea Południowa | 7   | 5     | 2     | 3     | 7    | 13   | 0.538  |
| 6   | Bułgaria         | 6   | 5     | 1     | 4     | 5    | 13   | 0.385  |

## Faza finałowa
Osaka

### Mecze o miejsca 5-8.
| Data  | Drużyna 1 | Wynik | Drużyna 2 | 1     | 2    | 3     | 4 | 5 | * |
| ----- | --------- | ----- | --------- | ----- | ---- | ----- | - | - | - |
| 11.11 | Włochy    | 3:0   | Holandia  | 15:7  | 15:4 | 16:14 |   |   |   |
| 11.11 | Chorwacja | 3:0   | Japonia   | 15:13 | 15:5 | 15:9  |   |   |   |

Mecz o 7. miejsce
| Data  | Drużyna 1 | Wynik | Drużyna 2 | 1     | 2    | 3     | 4    | 5 | * |
| ----- | --------- | ----- | --------- | ----- | ---- | ----- | ---- | - | - |
| 11.11 | Holandia  | 3:1   | Japonia   | 15:12 | 3:15 | 15:10 | 15:8 |   |   |

Mecz o 5. miejsce
| Data  | Drużyna 1 | Wynik | Drużyna 2 | 1    | 2     | 3    | 4 | 5 | * |
| ----- | --------- | ----- | --------- | ---- | ----- | ---- | - | - | - |
| 11.11 | Włochy    | 3:0   | Chorwacja | 15:7 | 15:10 | 15:8 |   |   |   |

### Mecze o miejsca 1-4.

#### Półfinały
| Data  | Drużyna 1 | Wynik | Drużyna 2 | 1     | 2    | 3     | 4     | 5 | * |
| ----- | --------- | ----- | --------- | ----- | ---- | ----- | ----- | - | - |
| 11.11 | Chiny     | 3:0   | Rosja     | 15:4  | 15:4 | 15:9  |       |   |   |
| 11.11 | Kuba      | 3:1   | Brazylia  | 15:10 | 4:15 | 15:11 | 15:10 |   |   |

#### Mecz o 3. miejsce
| Data  | Drużyna 1 | Wynik | Drużyna 2 | 1     | 2    | 3     | 4     | 5 | * |
| ----- | --------- | ----- | --------- | ----- | ---- | ----- | ----- | - | - |
| 12.11 | Rosja     | 3:1   | Brazylia  | 13:15 | 15:5 | 15:11 | 15:13 |   |   |

#### Finał
| Data  | Drużyna 1 | Wynik | Drużyna 2 | 1    | 2     | 3     | 4 | 5 | * |
| ----- | --------- | ----- | --------- | ---- | ----- | ----- | - | - | - |
| 12.11 | Kuba      | 3:0   | Chiny     | 15:4 | 16:14 | 15:12 |   |   |   |

## Klasyfikacja końcowa
| Miejsce | Reprezentacja     |
| ------- | ----------------- |
| złoto   | Kuba              |
| srebro  | Chiny             |
| brąz    | Rosja             |
| 4.      | Brazylia          |
| 5.      | Włochy            |
| 6.      | Chorwacja         |
| 7.      | Holandia          |
| 8.      | Japonia           |
| 9-10.   | Korea Południowa  |
| 9-10.   | Peru              |
| 11-12.  | Bułgaria          |
| 11-12.  | Dominikana        |
| 13-16.  | Niemcy            |
| 13-16.  | Kenia             |
| 13-16.  | Tajlandia         |
| 13-16.  | Stany Zjednoczone |